# Le Buis
Le Buis település Franciaországban, Haute-Vienne megyében. Lakosainak száma 183 fő (2022. január 1.). Le Buis Nantiat, Thouron és Saint-Pardoux-le-Lac községekkel határos.

## Népesség
A település népességének változása:
| Lakosok száma | 194  | 191  | 189  | 188  | 188  | 187  | 184  | 183  |
|               | 2013 | 2015 | 2017 | 2018 | 2019 | 2020 | 2021 | 2022 |